# یاییر مارین
یاییر مارین (انگلیسی: Yair Marín؛ زادهٔ ۳۱ ژانویهٔ ۱۹۹۰) بازیکن فوتبال اهل آرژانتین است.
از باشگاه‌هایی که در آن بازی کرده‌است می‌توان به باشگاه فوتبال ال پورونیر اشاره کرد.